# Estación de Canillas
Canillas es una estación de la línea 4 del Metro de Madrid situada bajo la Avenida de Machupichu, junto al Centro Comercial Palacio de Hielo en el barrio de Canillas (distrito Hortaleza).

## Historia
La estación fue inaugurada el 27 de abril de 1998 como parte de la prolongación de la línea 4 hasta la estación de Mar de Cristal, para enlazar con el primer tramo de la línea 8 entre las estaciones de Mar de Cristal y Campo de las Naciones (desde junio de 2017, Feria de Madrid).
La estación permaneció cerrada entre el 13 de enero y el 10 de marzo de 2020 por obras en la línea. Existió un Servicio Especial gratuito de autobús que sustituía el tramo Avenida de América - Pinar de Chamartín con parada en las inmediaciones de la estación.

## Accesos
Vestíbulo Canillas
- Avda. Machupichu Avda. Machupichu, 101 (próximo a C/ Silvano). Para Palacio de Hielo.
- Ramón Power C/ Ramón Power, 1 (esquina Avda. Machupichu, 60). Próximo a C/ Silvano
- Montalbos Avda. Machupichu, 103 (esquina C/ Montalbos). Para Ctra. Canillas
- Mota del Cuervo C/ Mota del Cuervo, 2 (esquina Avda. Machupichu, 68)
- Ascensor Avda. Machupichu, 101

## Líneas y conexiones

### Metro

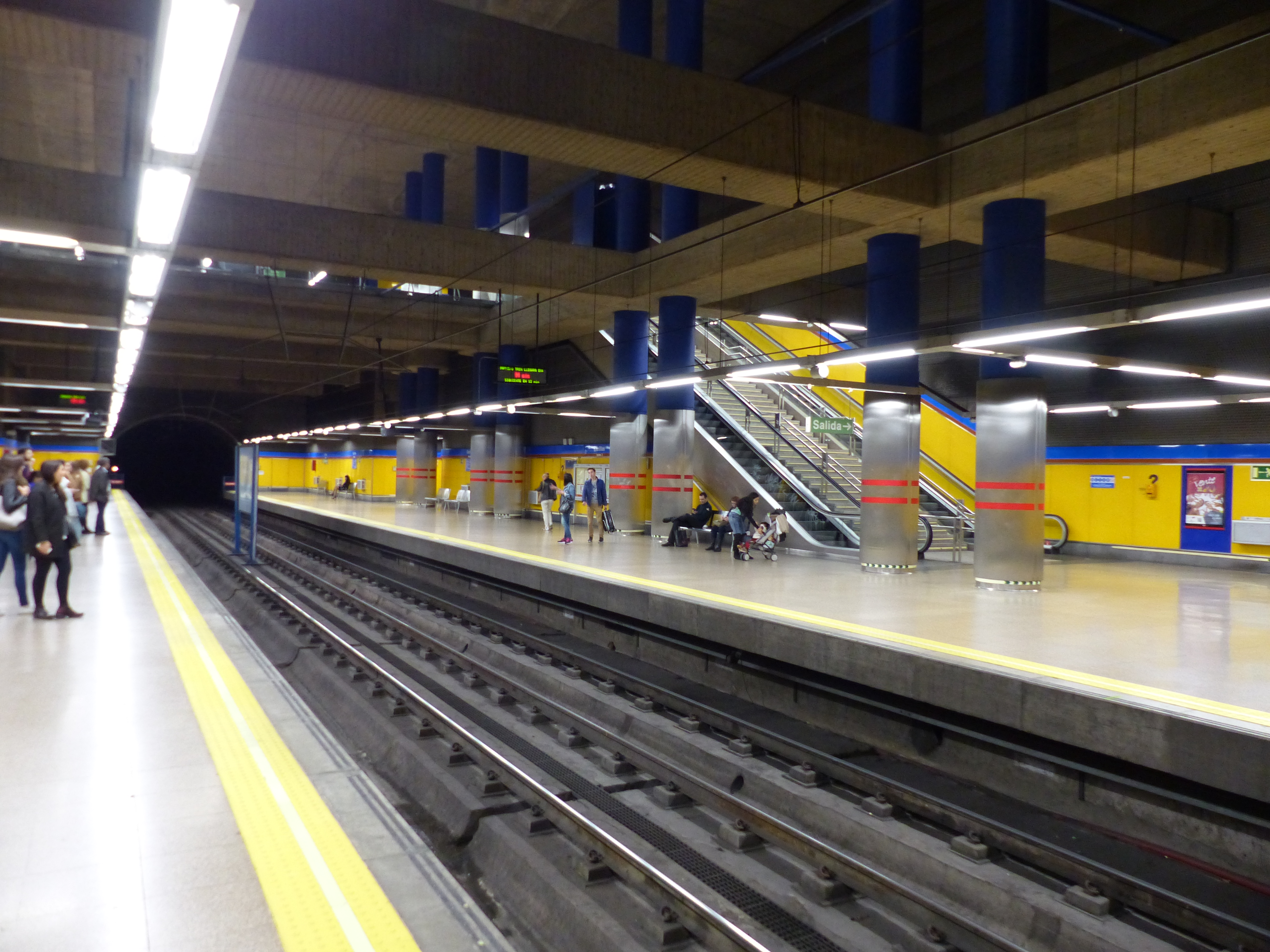
Vista de los andenes

| << cabecera | < estación | línea | estación >     | cabecera >>        |
| ----------- | ---------- | ----- | -------------- | ------------------ |
| Argüelles   | Esperanza  |       | Mar de Cristal | Pinar de Chamartín |

### Autobuses
| Diurnos   |                       |                                       |
| Línea     | Destino               | Parada                                |
| 120       | Hortaleza             | 473 MOTILLA DEL PALANCAR              |
| 73        | Feria de Madrid       | 474 MOTILLA DEL PALANCAR              |
| 120       | Plaza de Lima         | 474 MOTILLA DEL PALANCAR              |
| 73        | Diego de León         | 2768 EMIGRANTES-CARRETERA DE CANILLAS |
| 122       | Feria de Madrid       | 3582 MACHUPICHU-SILVANO               |
| 122       | Avenida de América    | 3583 MACHUPICHU-SILVANO               |
| 112       | Barrio del Aeropuerto | 4911 MACHUPICHU-MOTA DEL CUERVO       |
| 153       | Las Rosas             | 4911 MACHUPICHU-MOTA DEL CUERVO       |
| 112       | Mar de Cristal        | 4912 MACHUPICHU-MOTA DEL CUERVO       |
| 153       | Mar de Cristal        | 4912 MACHUPICHU-MOTA DEL CUERVO       |
| Nocturnos |                       |                                       |
| Línea     | Destino               | Parada                                |
| N3        | Feria de Madrid       | 474 MOTILLA DEL PALANCAR              |
| N3        | Cibeles               | 4912 MACHUPICHU-MOTA DEL CUERVO       |